# Contea di Hansford
La contea di Hansford in inglese Hansford County è una contea dello Stato del Texas, negli Stati Uniti. La popolazione al censimento del 2010 era di 5 613 abitanti. Il capoluogo di contea è Spearman. La contea è stata creata nel 1876 ed organizzata nel 1889. Il suo nome deriva dal texano John M. Hansford, giudice e membro del Congresso.

## Geografia fisica
| Anno | Popolazione | ±%     |
| ---- | ----------- | ------ |
| 1880 | 18          |        |
| 1890 | 133         | 638.9% |
| 1900 | 167         | 25.6%  |
| 1910 | 935         | 459.9% |
| 1920 | 1,354       | 44.8%  |
| 1930 | 3,548       | 162.0% |
| 1940 | 2,783       | −21.6% |
| 1950 | 4,202       | 51.0%  |
| 1960 | 6,208       | 47.7%  |
| 1970 | 6,351       | 2.3%   |
| 1980 | 6,209       | −2.2%  |
| 1990 | 5,848       | −5.8%  |
| 2000 | 5,369       | −8.2%  |
| 2010 | 5,613       | 4.5%   |

Secondo l'Ufficio del censimento degli Stati Uniti d'America la contea ha un'area totale di 920 miglia quadrate (2400 km²), di cui 920 miglia quadrate (2400 km²) sono terra, mentre 0,6 miglia quadrate (1,6 km², corrispondenti allo 0,06% del territorio) sono costituiti dall'acqua.

### Strade principali
- State Highway 15
- State Highway 51
- State Highway 136
- State Highway 207

### Contee adiacenti
- Texas County (nord)
- Ochiltree County (est)
- Roberts County (sud-est)
- Hutchinson County (sud)
- Sherman County (ovest)